# Prionotoma castroi
Prionotoma castroi là một loài bọ cánh cứng trong họ Cerambycidae.